# 傍水崖古战场碑刻
傍水崖古战场碑刻，位于中国河北省秦皇岛市小傍水村，为秦皇岛市抚宁县的一个省级文物保护单位，类型为石刻，公布时间为1993年7月15日。
傍水崖古战场碑刻的历史年代为明代。